# Bushido (rapper)
Anis Mohamed Youssef Ferchichi (født 28. september 1978 i Bonn, Tyskland), bedre kendt under kunstnernavnet Bushido, er en tysk rapper og producer. Ordet "bushido" er japansk og betyder "Krigerens Vej". Han bruger også pseudonymet Sonny Black, baseret på Dominick Napolitano. Per 2009 har han solgt over 1,5 millioner album alene i Tyskland. Han er ejer af pladeselskabet ersguterjunge og iværksætter i ejendomsbranchen.

## Diskografi

### Studiealbum
- King of KingZ (2001)
- Vom Bordstein bis zur Skyline (2003)
- Electro Ghetto (2004)
- Carlo Cokxxx Nutten II (2005)
- Staatsfeind Nr. 1 (2005)
- Von der Skyline zum Bordstein zurück (2006)
- 7 (2007)
- Heavy Metal Payback (2008)
- Zeiten ändern dich (2010)
- Jenseits von Gut und Böse (2011)
- AMYF (2012)[3]
- Sonny Black (2014)
- Carlo Cokxxx Nutten 3 (2015)